# Extensive Abbildung
Extensivität bezeichnet in der Mathematik die Eigenschaft einer Abbildung, Mengen „zu vergrößern“. Entsprechend „verkleinern“ intensive (auch anti-extensive) Abbildungen Mengen.

## Definition
Sei {\displaystyle (A,\leq )} eine teilweise geordnete Menge. Eine Abbildung
{\displaystyle f\colon \,A\to A}
heißt extensiv, falls gilt:
{\displaystyle a\leq f(a)} für alle {\displaystyle a\in A}.
Sie heißt intensiv, falls gilt:
{\displaystyle f(a)\leq a} für alle {\displaystyle a\in A}.

## Beispiele
1. Auf {\displaystyle (A,\leq )} ist die Identität Fehler beim Parsen (SVG (MathML kann über ein Browser-Plugin aktiviert werden): Ungültige Antwort („Math extension cannot connect to Restbase.“) von Server „http://localhost:6011/de.wikipedia.org/v1/“:): {\displaystyle \operatorname{id}_A\colon\, a \mapsto a}
 extensiv und intensiv, da {\displaystyle a\leq a} immer gilt.
2. Definitionsgemäß sind Hüllenoperatoren extensiv und Kernoperatoren intensiv auf der Potenzmenge einer beliebigen Menge mit der mengentheoretischen Inklusion als Halbordnung.

## Fixpunktsatz von Bourbaki-Kneser
Nach dem Fixpunktsatz von Bourbaki und Kneser besitzt jede extensive Abbildung {\displaystyle f\colon A\rightarrow A} bereits dann einen Fixpunkt, falls {\displaystyle A} streng induktiv geordnet ist. Daraus lässt sich unter Zuhilfenahme des Auswahlaxioms das Lemma von Zorn beweisen.